# 福勒維爾 (密歇根州)
福勒維爾（英語：Fowlerville）是位於美國密歇根州利文斯頓縣漢迪鎮區的一個村。

## 人口
根據2020年美國人口普查的數據，福勒維爾的面積為6.08平方千米，當中陸地面積為5.98平方千米，而水域面積為0.09平方千米。當地共有人口2951人，而人口密度為每平方千米485人。